# Макаренко Лідія Петрівна
Лідія Петрівна Макаренко (Іванюта) (нар. 8 червня 1982 м.Скалаті, Тернопільська область). Український мистецтвознавець, педагог, громадський діяч. Директорка Інституту культури і креативних індустрій в Київському національному університеті технологій та дизайну. 

## Життєпис
2012 р. – захистила кандидатську дисертацію на тему: «Трансформація фольклору в оркестровій творчості Л. М. Колодуба» за спеціальністю 17.00.03 — «музичне мистецтво» у спеціалізованій Вченій Раді Інституту мистецтвознавства, фольклористики та етнології ім. М. Т. Рильського НАН України 
2009 р. – завершила навчання в магістратурі Прикарпатського національного університету імені В. Стефаника за спеціальністю «Музична педагогіка і виховання», отримала кваліфікацію вчителя музики, викладача теоретичних дисциплін
2005 р. – закінчила Одеську національну музичну академію імені А. В. Нежданової, (спеціальність «композиція»), клас викладача Ю. О. Гомельської, отримала кваліфікацію «бакалавра мистецтв, викладача».

### Громадська діяльність
Активно займається громадською діяльністю, координує освітянський відділ Всеукраїнської профспілкової організації «Трудова солідарність».  Із 2014 року активно займається громадською та антикорупційною діяльністю. Під час місцевих виборів у 2015 році була головою Кременецької міської виборчої комісії (ТВК). У жовтні 2019 року стала експертом з акредитації освітніх програм у Національному агентстві із забезпечення якості вищої освіти.Брала участь як експерт у низці телевізійних проектів, зокрема «Ніч в музеї» та «PRO et CONTRA» на каналі UA/TV, «Секретний фронт» на телеканалі «ICTV» та ін.

### Наукова і творча дяльність
Авторка більше як 40 наукових праць, серед яких:
- Фольклорні засади оркестрової творчості Лева Колодуба : навчальний посібник / Лідія Макаренко. – Вінниця : Нова Книга, 2015. – 220 с.
- Лев Колодуб: український фольклорний мелос і оркестр: монографія / Л.П.Макаренко. Київ: КНУТД, 2025. 184 с.
- Збірник вокальних творів : нотний репертуар / Лідія Макаренко. Київ : Автограф, 2024, 32 с.

Авторка близько 20-ти музичних творів різних жанрів та форм (хорові обробки народних пісень, вокальні та інструментальні твори). В 2016 році брала участь у записі проекту «#Слухати» на каналі UA: Перший, де виконувала власну композицію для фортепіано «Весну зустрічати».

### Відзнаки та подяки
- Орден Святого Рівноапостольного князя Володимира Великого ІІІ-го ступеня (УПЦ-КП) за внесок у розвиток українського православ'я (2019).

- Подяка за вагомий внесок у розвиток культури та мистецтва, викоку професійну майстерність від Т.в.о. Міністра культури та інформаційної політики Р.Карандєва (2023 р.)

1. ↑  Культури і креативних індустрій. knutd.edu.ua. Процитовано 26 лютого 2025.
2. ↑  Лідія Макаренко. scholar.google.com.ua. Процитовано 26 лютого 2025.